# Mewa romańska
Mewa romańska (Larus michahellis) – gatunek dużego ptaka wodnego z rodziny mewowatych (Laridae).

## Systematyka
Systematyka tego gatunku jest skomplikowana. Obecnie Międzynarodowy Komitet Ornitologiczny (IOC) wyróżnia dwa podgatunki L. michahellis:
- L. michahellis atlantis Dwight, 1922 – Azory, Madera i Wyspy Kanaryjskie;
- L. michahellis michahellis J.F. Naumann, 1840 – zachodnia i południowa Europa oraz Maghreb i basen Morza Śródziemnego. Spotykana nielicznie w całej Polsce, częściej na południu, gdzie stwierdzono także przypadki lęgów w koloniach mew białogłowych.

Do niedawna za podgatunek mewy romańskiej uznawano też mewę armeńską (L. armenicus). Wyróżniany niekiedy podgatunek lusitanius został zsynonimizowany z podgatunkiem nominatywnym. Dwa podgatunki zaliczane obecnie do L. michahellis uznawano za podgatunki mewy białogłowej (L. cachinnans), która z kolei wcześniej często bywała włączana do mewy srebrzystej (L. argentatus).

## Morfologia

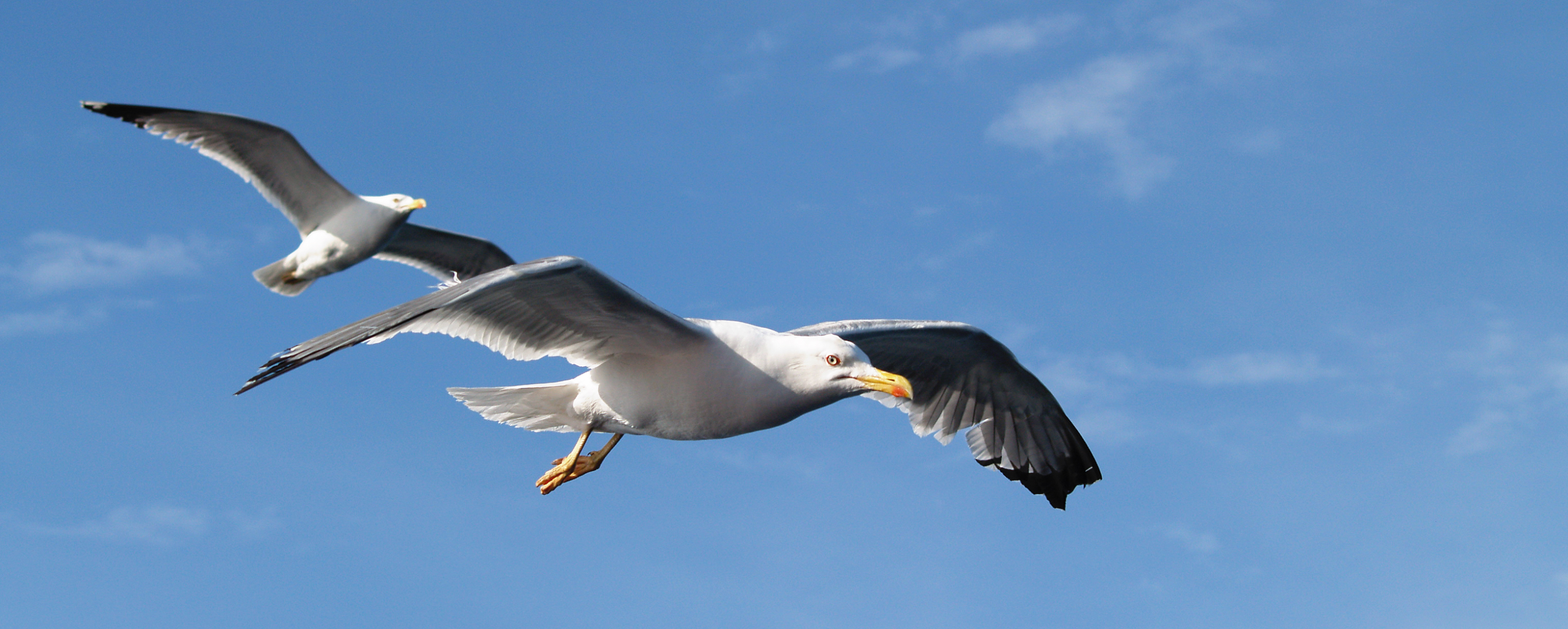
Mewa romańska w locie

WyglądBrak wyraźnego dymorfizmu płciowego. Upierzenie zasadniczo białe, grzbiet i pokrywy skrzydłowe popielate, na końcówkach skrzydeł kolor czarny z białymi plamami. Dziób żółty z jasnoczerwoną plamą na żuchwie, nogi żółte, tęczówka bladożółta. Osobniki młodociane brązowe. Podgatunki różnią się między sobą wielkością, odcieniem popielu na wierzchu ciała i rozmiarem ciemnych plam na skrzydłach, jednak są to cechy również silnie zmienne wewnątrz poszczególnych podgatunków.
Wymiary średniedługość ciała 58–68 cm
rozpiętość skrzydeł 140–155 cm
masa ciała 800–1500 g

## Ekologia i zachowanie

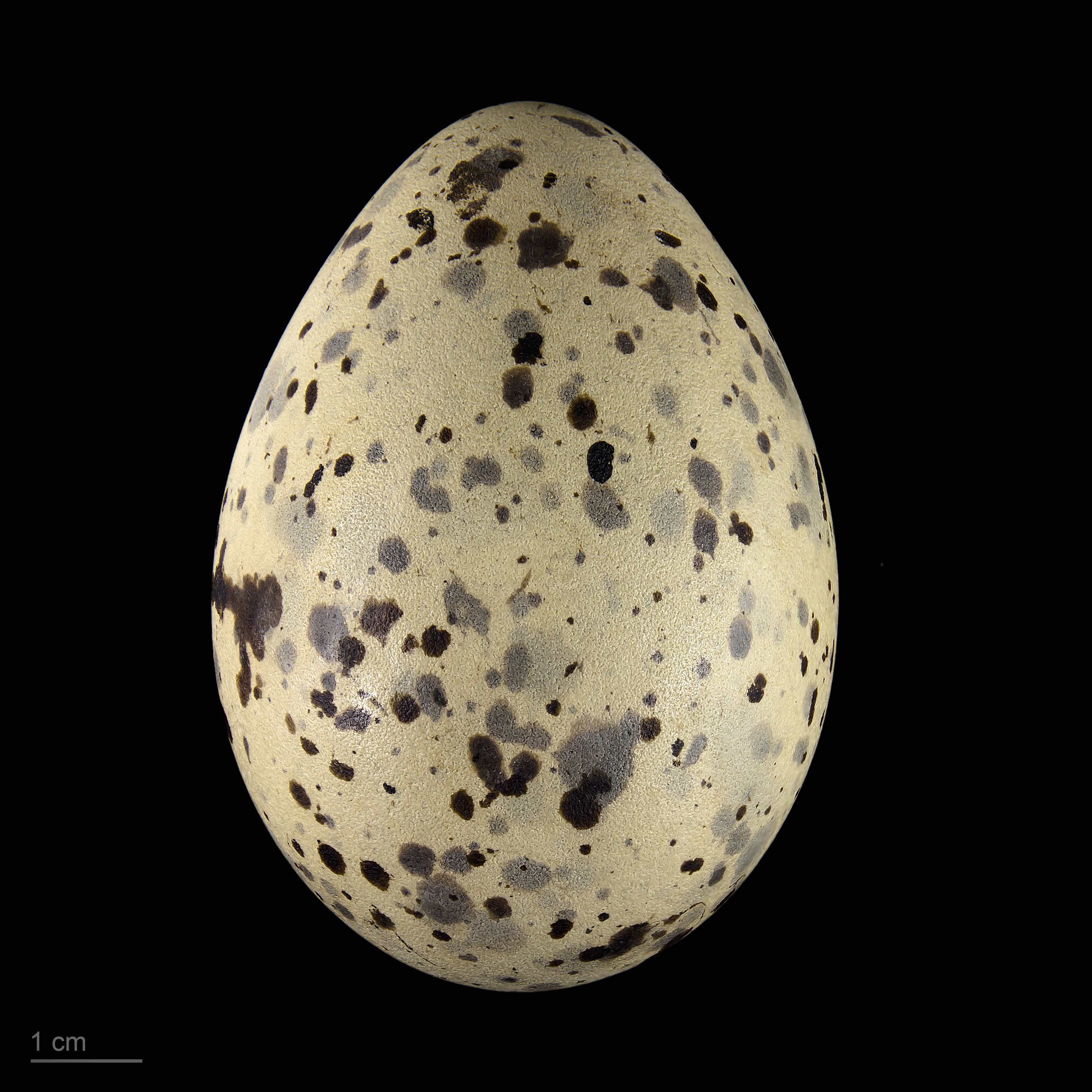
Jajo podgatunku L. m. atlantis

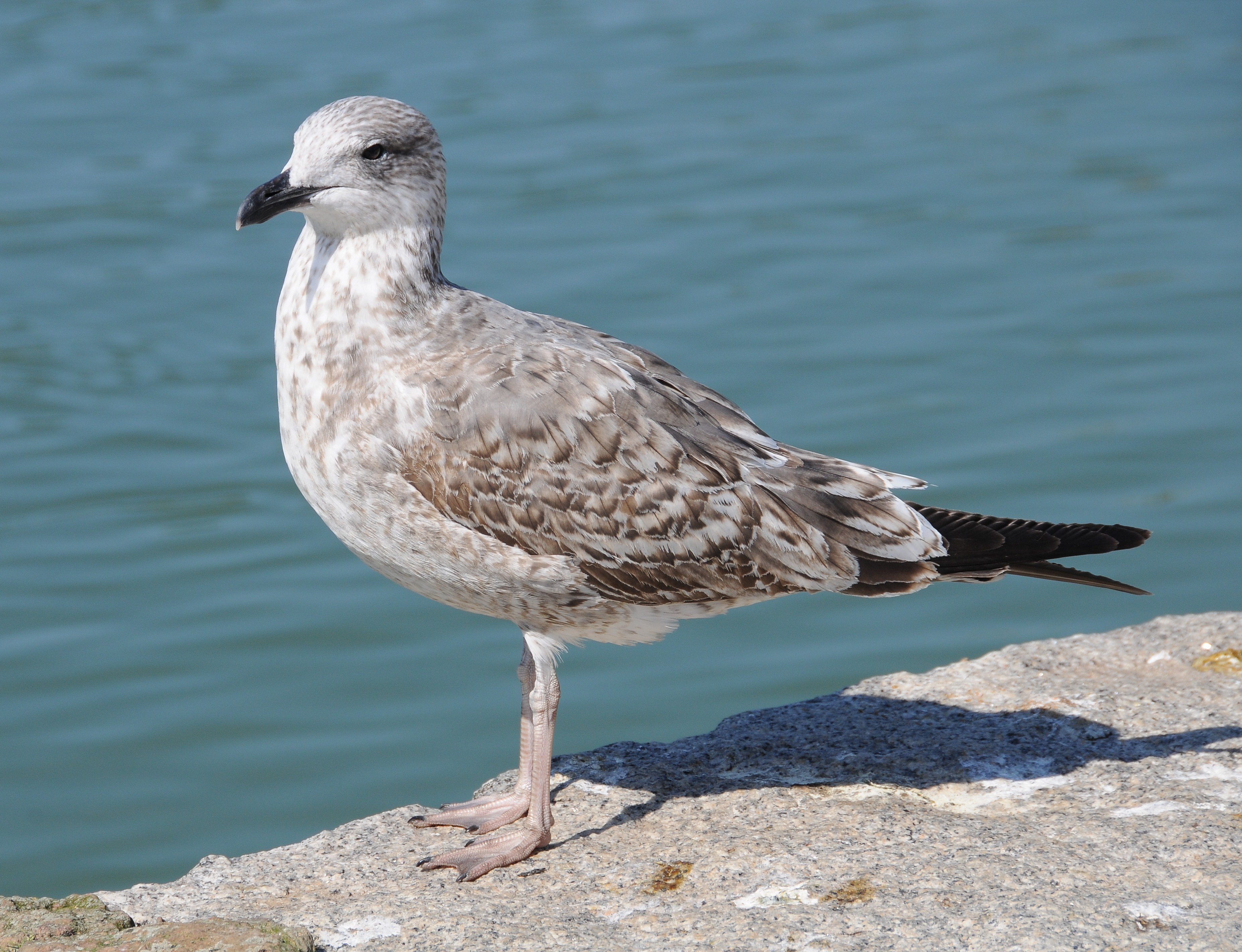
Osobnik młodociany

BiotopZamieszkuje zarówno różnorodne wybrzeża morskie, jak i śródlądowe jeziora i brzegi rzek.
GniazdoNa ziemi, w pobliżu wody, zarówno w roślinności, jak i na piaszczystych łachach czy skalnych klifach. Tworzy kolonie liczące do 30 tysięcy ptaków.
JajaW ciągu roku wyprowadza jeden lęg, składając pod koniec marca 2–4 oliwkowozielone jaja.
WysiadywanieJaja wysiadywane są przez okres 27–29 dni przez obydwoje rodziców. Pisklęta zdobywają zdolność do lotu w wieku około 40 dni.
PożywienieWszystkożerna. W diecie przeważają różnorodne ryby, owady, mięczaki, a także odpady, drobne zwierzęta lądowe czy jaja i pisklęta innych ptaków.

## Status i ochrona
Międzynarodowa Unia Ochrony Przyrody (IUCN) uznaje mewę romańską za gatunek najmniejszej troski (LC – Least Concern). Całkowita liczebność populacji nie jest znana z powodu niedawnych zmian taksonomicznych; organizacja BirdLife International w 2015 roku szacowała liczebność populacji europejskiej na 819 000 – 1 070 000 dorosłych osobników. Trend liczebności populacji uznawany jest za wzrostowy.
W Polsce objęta ścisłą ochroną gatunkową. W latach 2013–2018 liczebność populacji lęgowej na terenie kraju szacowano na 0–4 par.